# 井岳秀

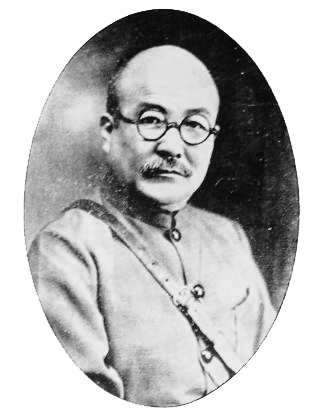
井岳秀

井岳秀（1878年—1936年1月30日），字崧生，陕西蒲城三合乡人，因在叔伯兄弟中排行第十，人称“井十”。中華民國大陸時期军事人物、将领。

## 生平
其父名叫井永汲，字绠斋，因一目失明，人称“井瞎子”，娶一妻一妾。井岳秀为妾生，其弟井勿幕为妻生。井岳秀上私塾读书不成，其父聘请著名武师改学武，广交陕西刀客。考取清朝最后一届武秀才，自陕西武备学堂肄业。井勿幕自日本返回陕西发展中国同盟会成员时，井岳秀被发展参加中国同盟会，并为同盟会捐赠了大量家财。
清光绪三十四年（1908年），任蒲城县教育分会评议员。1908年10月蒲城县令李体仁搜捕革命党师生七十余人，又稱「蒲案」发生时，井岳秀因外出参加李天佐的母亲葬礼而未遭难，其妻赵雁云连忙将家中同盟会的名册埋在花丛地下。当夜，井岳秀翻越城墙回到城内家中，烧毁了全部名册及文件后离去。随后，井岳秀刺杀蒲城巡警总办张晓初未成而出逃。
宣统二年（1910年），当选陕西谘议局常事议员。
宣统三年十月（1911年），在辛亥革命中，他参加了西安起义。井岳秀在渭北募兵300余人，率部出援晋南的革命军，连克运城、蒲州、解县；甘军反扑陕西西路，又率部驰援，坚持到共和告成。此后历任陕西北路防军统领、陕西北路安抚使。南北议和成功后，任陕西陆军第四混成旅工兵独立一营营长。
民国二年（1913年），外蒙古宣佈獨立後發兵南下，鼓動内蒙古脱离中国，河套地区的伊克昭盟各旗对此犹豫不决，乌审旗大喇嘛扎木萨听说井岳秀率部到了榆林，便请井岳秀参加会商。在伊克昭盟各旗王公会议上，井岳秀畅谈外附有“七不可”，使在座王公受到震动，井岳秀随即草拟了《答库伦檄》以及《宣言》，挫敗了外蒙古的鼓動。
民国五年（1916年），陈树藩任陕西督军，任命井岳秀为陕西警备第三区司令、陕西陆军第二混成旅步兵第四团团长、民国六年（1917年）任陕北镇守使。同年，陕西靖国军兴起，“反段（祺瑞）驱陈（树藩）”，井岳秀按兵不动。
民国七年（1918年）冬，陕西靖国军总指挥井勿幕在南仁堡遭李东材杀害，此后井岳秀派参谋张孝先、连长李福成到汉口侦察了半年，最终抓获了李东材并押解回榆林，井岳秀亲自将李东材剥皮抽筋，并将其人皮蒙在马鞍上。民國八年（1919年）11月，井岳秀所部被改编为陕西陆军骑兵旅，井岳秀任旅长。民国十一年（1922年）冬，陕西靖国军失败后，只有第三路第一支队杨虎城部坚持没有溃败，从关中撤到陕北榆林。井岳秀收容了杨虎城，将其队伍编人陕北镇守使署属暂编第二团，驻防三边，杨虎城离开所部到榆林休养。杨虎城因和井岳秀是同乡，个人交往很深，于是在榆林娶了井岳秀的妾的妹妹。井岳秀不顾北京政府对杨虎城的通缉，报称杨虎城已经脱离部队，并多方筹款供给杨虎城部。民国十二年（1923年）4月，井岳秀部被吴佩孚改编为陕西陆军第一师，井岳秀任西北路联军总司令。同年秋，曹锟贿选出任大总统，在北京庆寿，井岳秀赴北京送礼祝贺，并且拜为门生，获将军府授“岳威将军”。
民国十三年（1924年）10月，冯玉祥、胡景翼、孙岳发动北京政变，推翻曹锟，成立国民军，井岳秀转投皖系得段祺瑞，任陕西军务帮办。胡景翼和刘镇华在豫西大战，杨虎城应召支援，就任陕北国民军前敌总指挥，一路打到渭北，俘获士兵武器极多，为杨虎城后来的第十七路军打下了基础；而井岳秀按兵不动。随后刘镇华十万镇嵩军围困西安，井岳秀还是按兵不动。
民國十五年（1926年），冯玉祥五原誓师参加北伐，井岳秀投冯，被任命为陕北国民军总司令。次年，井岳秀部被改编为国民革命军第二集团军第九路军，井岳秀任第二集团军副司令兼第九路军总司令。北伐战争时期井岳秀部一直盘踞陕北，未出一兵一卒。
四一二事件后，井岳秀在陕北清党，解散工会、农会、商会，捕杀共产党员。民國十六年（1927年）秋，榆林中学教员曹又参策划陕北各路势力倒井：
- 清涧县的石谦旅向北，七月初十井岳秀生日当晚，石谦被刺身亡，所部被井岳秀的亲信高双成解决。同年10月12日，共产党员唐澍、李象九、谢子长、白明善号召为石谦报仇，联络石谦旧部千余人发动“清涧起义”，起义部队最终在宜川失败
- 三边的武装向东
- 神木县的高志清骑兵师向西

民国十六年（1927年）到民国二十年（1931年），井岳秀部多次发生中国共产党党员领导的兵变，这些领导兵变的中共党员均遭到井岳秀杀害。
民国十八年（1929年），第二集团军第九路军缩编为第二集团军暂编第十八师，井岳秀担任师长。
中原大战爆发前，井岳秀劝谏阎锡山不要与冯玉祥结盟，又暗中联络南京政权，按兵不动。冯玉祥失败后，井岳秀亲赴庐山，面谒蒋介石表示坚决拥蒋、服从中央。
民國十九年（1930年），杨虎城主政陕西，井岳秀地位越发稳固。
民国二十年（1931年），井岳秀任国民革命军陆军第八十六师师长、陕西省政府委员。八十六师下辖两个旅：
- 刘润民旅的两个团分驻榆林、神木、府谷、佳县、吴堡、横山等县
- 高双成旅分驻延安地区所属各县

民国二十三年（1934年）5月到民国二十四年（1935年）9月，井岳秀对陕北苏区先后发动了三次大规模围剿。
蒋介石於1934年派正在长城抗战的高桂滋部八十四师进驻陕北协同井岳秀的八十六师共同“围剿”陕北红军。井岳秀将驻在延安一带的高双成旅收缩到绥德县以北地区，把延安以南各县让给高桂滋的八十四师。张学良十万东北军也进驻陕甘剿共。中央军李仙洲部进驻吴堡。井岳秀部被压迫收缩回榆林。
同年10月6日，杨虎城同张学良乘飞机到榆林视察军务，协调井、高桂滋两部关系。红一方面军长征到达陕北苏区后，同井岳秀部不断发生战斗。
民國二十四年（1935年）12月，张学良、杨虎城亲自飞赴榆林见井岳秀。
民国二十五年（1936年）正月初七，井岳秀在家因手枪落地走火而意外身亡，高双成接任师长。同年12月初，张学良、杨虎城乘飞机到榆林，向驻榆官兵宣讲停止内战，一致抗日的主张。返回西安后，发动了震惊中外的“西安事变”。